# DIN 961
DIN 961 er en DIN-Standard for en sætskrue.
DIN 961 bliver erstattet af ISO 8676.
| Gevind         |  | M8X1 | M10X1 | M10X1,25 | M12X1,25 | M12X1,5 | M14X1,5 |
| -------------- |  | ---- | ----- | -------- | -------- | ------- | ------- |
| Gevindstigning |  | 1    | 1     | 1,25     | 1,25     | 1,5     | 1,5     |
| Nøglevidde S:  |  | 13   | 17    | 17       | 19       | 19      | 22      |
| Hovedhøjde K:  |  | 5,3  | 6,4   | 6,4      | 7,5      | 7,5     | 8,8     |

| Gevind         |  | M16X1,5 | M18X1,5 | M20X1,5 | M20X2 | M24X2 |
| -------------- |  | ------- | ------- | ------- | ----- | ----- |
| Gevindstigning |  | 1,5     | 1,5     | 1,5     | 2     | 2     |
| Nøglevidde S:  |  | 24      | 27      | 30      | 32    | 36    |
| Hovedhøjde K:  |  | 10      | 11,5    | 12,5    | 14    | 15    |